# Lyfe Jennings
Lyfe Jennings, született Chester Bamsu Jennings  (Toledo, Ohio, 1978. június 3.) amerikai R&B és soul énekes.  Játszik gitáron és zongorán.

## Élete
Lyfe a zenei karrierjét a toledói templomban kezdte még kisfiúként. Együttest hozott létre két unokatestvérével és bátyjával. Feloszlásuk után folytatta érdeklődését a zene iránt. Fiatalon elvesztette édesapját, 14 évesen börtönbe került gyújtogatás miatt, 10 évre ítélték. A börtönben elhatározta, hogy megváltozik. Folytatta a dalok írását és felelevenítette Isten iránti hitét. Első albumának címe 268-192, mely a rabszáma volt.

## Lemezei
- 2004: Lyfe 268-192
- 2006: The Phoenix
- 2008: Lyfe Change

## További információ
- Hivatalos oldal
- Lyfe Jennings az Internet Movie Database-ben (angolul)
- Lyfe Jennings a Rotten Tomatoeson (angolul)
- Hivatalos honlap